# Stadieväxling
Stadieväxling är en form av konsonantmutation, där konsonanter växlar mellan olika "stadier" eller "karaktärer". Stadieväxling förekommer i samiska språk, östersjöfinska språk och i några samojediska språk.
Stadieväxling kan löst, och något oegentligt, beskrivas som "konsonanternas omljud". Ett typiskt exempel är finska, där (p, t, k) i "öppna stavelser" växlar med (v, d, -) i motsvarande (ofta i böjningsformer) "slutna stavelser":
- tupa - tuvassa, "stuga", nominativ resp inessiv ("i stugan")
- katu - kadulla, "gata", nominativ resp adessiv ("på gatan")
- jalka - jalan, "fot", nominativ resp genitiv ("fotens")

(Exemplet är inte fullständigt, fler växlingsmönster finns.)